# Lenovo Vibe P1
Lenovo đã ra mắt mẫu Vibe P1 vào tháng 10 năm 2015 với giá US$249. Thiết bị có sẵn các biến thể gồm màu Bạc, Bạch kim và Xám than chì và Vàng (chỉ có sẵn trong các biến thể màu PRC).

## Thông số kỹ thuật
Về thông số kỹ thuật, thiết bị có màn hình IPS 5,5 inch full HD với độ phân giải 1920 x 1080 và 401ppi. Nó được trang bị bộ xử lý 1.5 GHz, 64-bit Octa-Core Qualcomm Snapdragon 615 cùng với bộ RAM 2GB. Lenovo Vibe P1 bao gồm bộ nhớ trong 32 GB, có thể mở rộng thêm lên tới 128 GB thông qua thẻ nhớ microSD.
VIBE P1 đi kèm với pin 4900mAh, một trong những pin có dung lượng cao nhất trong phân khúc. Ngoài công tắc tiết kiệm năng lượng vật lý, giúp kéo dài thời lượng pin và tính năng Sạc OTG (On-The-Go) ngay lập tức, VIBE P1 còn có chức năng sạc nhanh 24W có thể sạc nhanh pin điện thoại.
Trong các tính năng khác, điện thoại thông minh được trang bị camera phía sau 13 MP cùng với camera phía trước 5 MP. Về khả năng kết nối, thiết bị bao gồm NFC, USB OTG, FM Radio, A-GPS, Bluetooth v4.1, Wi-Fi 802.11 b / g / n / ac và WiFi Hotspot. Cùng với cục pin 4900mAh trong gói. Ngoài ra còn có máy đo gia tốc, cảm biến tiệm cận và cảm biến ánh sáng xung quanh. Các thiết bị đo 75,6 mm x 9,9 mm x 152,9 mm và nặng 189 gram.
Wi-Fi Boost của chiếc điện thoại thông minh này cung cấp hỗ trợ WiFi 5G để cải thiện tốc độ và phạm vi Wi-Fi. VIBE P1 cũng có thể được ghép nối với một loạt các thiết bị thông minh, từ tai nghe đến máy ảnh và TV, sử dụng công nghệ NFC không dây. Trong khi đó, một máy quét dấu vân tay nhúng trên nút home hỗ trợ mở khóa màn hình.
Điện thoại chạy hệ điều hành Android 5.1 Lollipop. Điện thoại được kích hoạt hai SIM (kích thước nano) và có thể nâng cấp lên Android 6.0.1

## Vibe P1m
Lenovo cũng ra mắt điện thoại thông minh Lenovo Vibe P1m cùng với Vibe P1. Chiếc điện thoại này là biến thể 'lite' của Vibe P1 và có màn hình nhỏ hơn, bộ xử lý khác nhau và ít RAM hơn. Máy có màn hình 5 inch HD (720x1280 pixel), được cung cấp sức mạnh bởi bộ xử lý lõi tứ MediaTek MT6735 64 bit với RAM 2 GB và bộ nhớ 16 GB có hỗ trợ lưu trữ mở rộng.